# Tramway Pierrefitte – Cauterets – Luz
Le tramway Pierrefitte – Cauterets – Luz (PCL) reliait Pierrefitte-Nestalas à Cauterets et Luz-Saint-Sauveur dans le Lavedan (Hautes-Pyrénées). Une petite ligne reliait également Cauterets au lieu-dit de la Raillère. Il s'agissait d'une voie métrique en adhérence simple, électrifiée par caténaire en courant continu 750 V. Ouvert aux alentours de 1900, ce chemin de fer a fermé par étapes entre 1934 et 1970.

## Historique
La ligne de Lourdes à Pierrefitte-Nestalas, construite par la Compagnie des Chemins de fer du Midi, est ouverte le 26 juin 1891. Rapidement, l'idée d'un prolongement jusqu'à Cauterets est évoquée. Cependant ce projet tarde à prendre corps en raison de son coût, de l'importance des travaux à réaliser et de l'opposition des voituriers de Nestalas et de Soulom. Finalement, les municipalités concernées votent un crédit pour l'étude d'un chemin de fer de désenclavement du Lavedan en 1871.
La même année, le syndicat de la Vallée de Saint-Savin accorde une concession à M. Verstraët, ingénieur des Mines de Paris, ainsi qu'à la société Lombard-Gerin. Cette concession porte sur les terrains nécessaires à la construction de la ligne, ainsi que sur une autorisation d'extraire des matériaux de construction et de réaliser des coupes de bois. Les villages donnent leur accord, parfois avec des réserves. Ainsi, Nestalas demande une modification du tracé et réclame l'installation d'une halte dans la commune.
Le principe de la traction électrique est retenu. En 1894, la vallée cède gratuitement des terrains situés au lieu-dit Calypso pour y édifier une centrale hydroélectrique. Les travaux sont menés par la société Lombard-Gérin.
Une Compagnie des chemins de fer électriques de Pierrefitte-Cauterets-Luz est créée, et la concession lui est rétrocédée le 11 avril 1896.
À Cauterets, la ligne annexe de la Raillère est achevée en premier. L'inauguration a lieu le 2 août 1897, après que l'on a réglé des problèmes mis au jour lors d'importantes campagnes d'essais : déraillements, effondrements des remblais, inadéquation du gabarit des voitures avec les quais, etc.
La ligne de Cauterets est mise en service le 22 juin 1898 ; elle transportera ses premiers voyageurs le 1er avril 1899. Au même moment, les travaux de la ligne de Luz commencent. Cette dernière est mise en service le 1er février 1901. Les deux lignes sont inaugurées le 13 avril 1901 par Jean Dupuy, ministre de l'agriculture.
La ligne de Luz n'a jamais connu le succès de celle de Cauterets. Dès 1934, les services voyageurs jusqu'à Barèges et Gavarnie sont reportés sur autocar. Le fret survit jusqu'en 1939 ; la ligne est alors abandonnée. La ligne de Cauterets cesse son activité le 1er avril 1949 : elle subit la concurrence de la route et perd son principal client fret, la mine de Peñarroya, alors que d'importantes dépenses de modernisation étaient nécessaires. La ligne de la Raillère est la dernière à fermer, à la fin de l'été 1970.

## Description technique des lignes

### Caractéristiques communes
Le réseau est construit en voie métrique, en simple adhérence. L'alimentation se fait en courant continu 750 V, qui est distribué aux véhicules par une caténaire réalisée en fils de bronze siliceux.

### Tronçon commun
Le départ du PCL est situé dans la cour de la gare du Midi à Pierrefitte. Une marquise de 50 m de long protège deux quais de départ.
Une remise pouvant contenir neuf voitures était située près de la station du Midi.
La ligne principale se poursuit vers Cauterets ; l'accès à Luz se fait par rebroussement au niveau de la halte de Nestalas (le wattman changeait de cabine de conduite).

### Pierrefitte – Cauterets

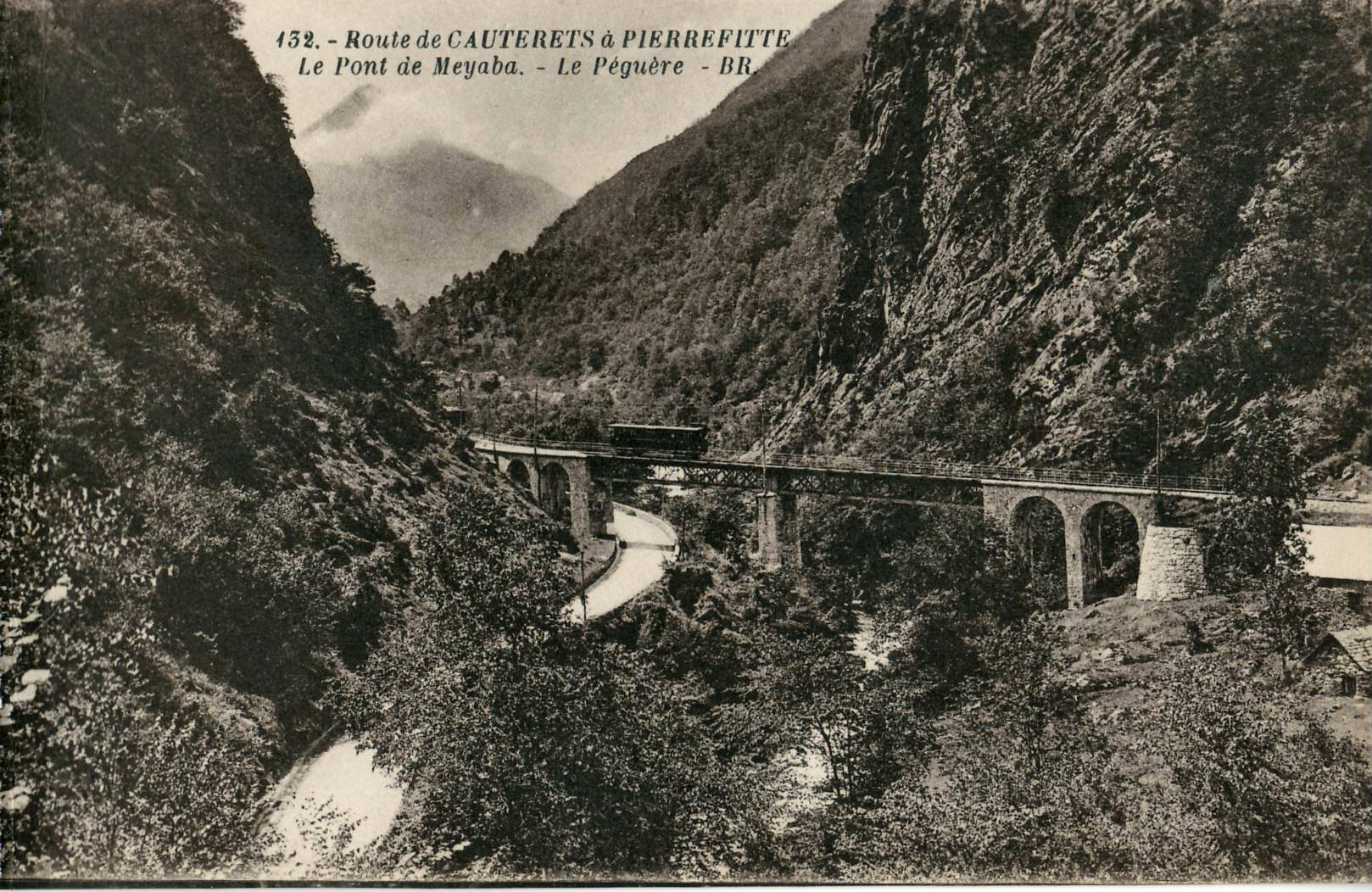
Passerelle de Meyabat.

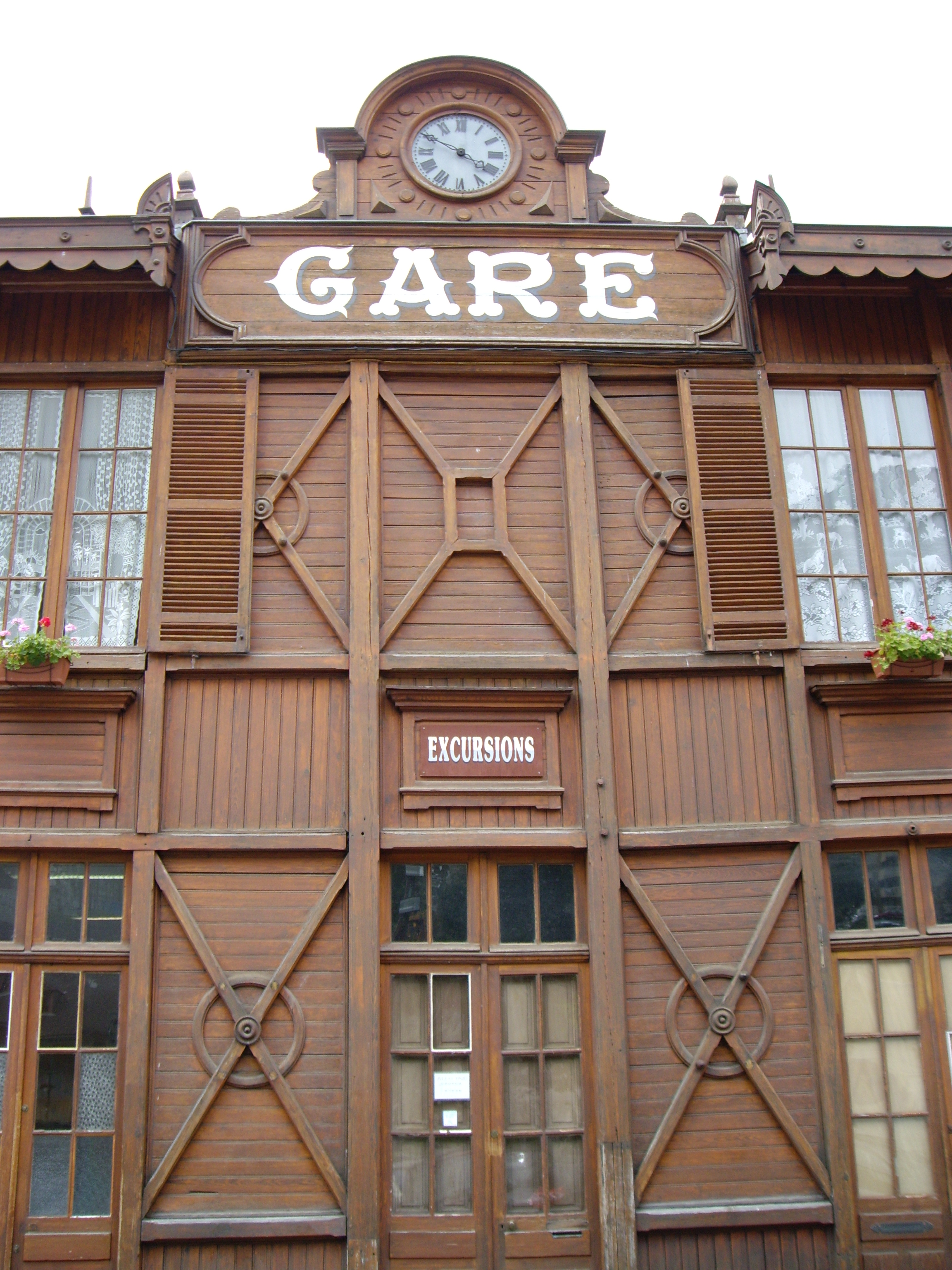
Détail de la gare de Cauterets.

Les deux villes sont reliées par une voie unique de 11,200 km, dont les courbes ont un rayon minimum de 35 m. Pierrefitte est située à une altitude de 462 m, Cauterets à 910 m. Malgré ce dénivelé de 448 m, le chemin de fer est en adhérence simple, les pentes pouvant atteindre 80 mm/m. Tous les véhicules sont donc automoteurs pour éviter les risques de dérive.
Après Nestalas, la ligne s'élève par un grand circuit à travers des prairies jusqu'au tunnel du Cap d'Estang. Ensuite, elle passe près de la mine de Peñarroya, qui possédait une halte pour ses ouvriers (mais le train n'assurait pas le transport du minerai). Elle suit un temps l'ancien tracé de la route, puis franchit le gave de Cauterets à la passerelle de Meyabat. Celle-ci est composée de quatre arches en pierre et de deux travées métalliques de 22,50 m qui reposent sur une pile centrale en maçonnerie de 16 m de haut, soit une longueur totale de 95 m.
La voie aborde alors l'une des difficultés majeures du tracé : le verrou glaciaire du Limaçon. Au départ, un double rebroussement était installé, qui nécessitait donc deux changements successifs de sens des véhicules. Après augmentation de la puissance de ces derniers, le double rebroussement put être supprimé. Après le Limaçon, le trajet se poursuit vers Cauterets sans grande difficulté.
C'est au niveau du Limaçon que se trouvent la carrière de Calypso, ainsi que l'usine hydroélectrique du même nom. Cette dernière était alimentée par une chute de 69 m de haut sur le gave de Cauterets.
La gare de Cauterets, située en bas du village, est construite en bois, du pitchpin ouvragé. Le bâtiment, préfabriqué par une entreprise bordelaise, a été édifié sur une dalle en ciment. Il est inscrite au titre des monuments historiques,.
Le trajet durait 44 minutes.

### Cauterets – La Raillère

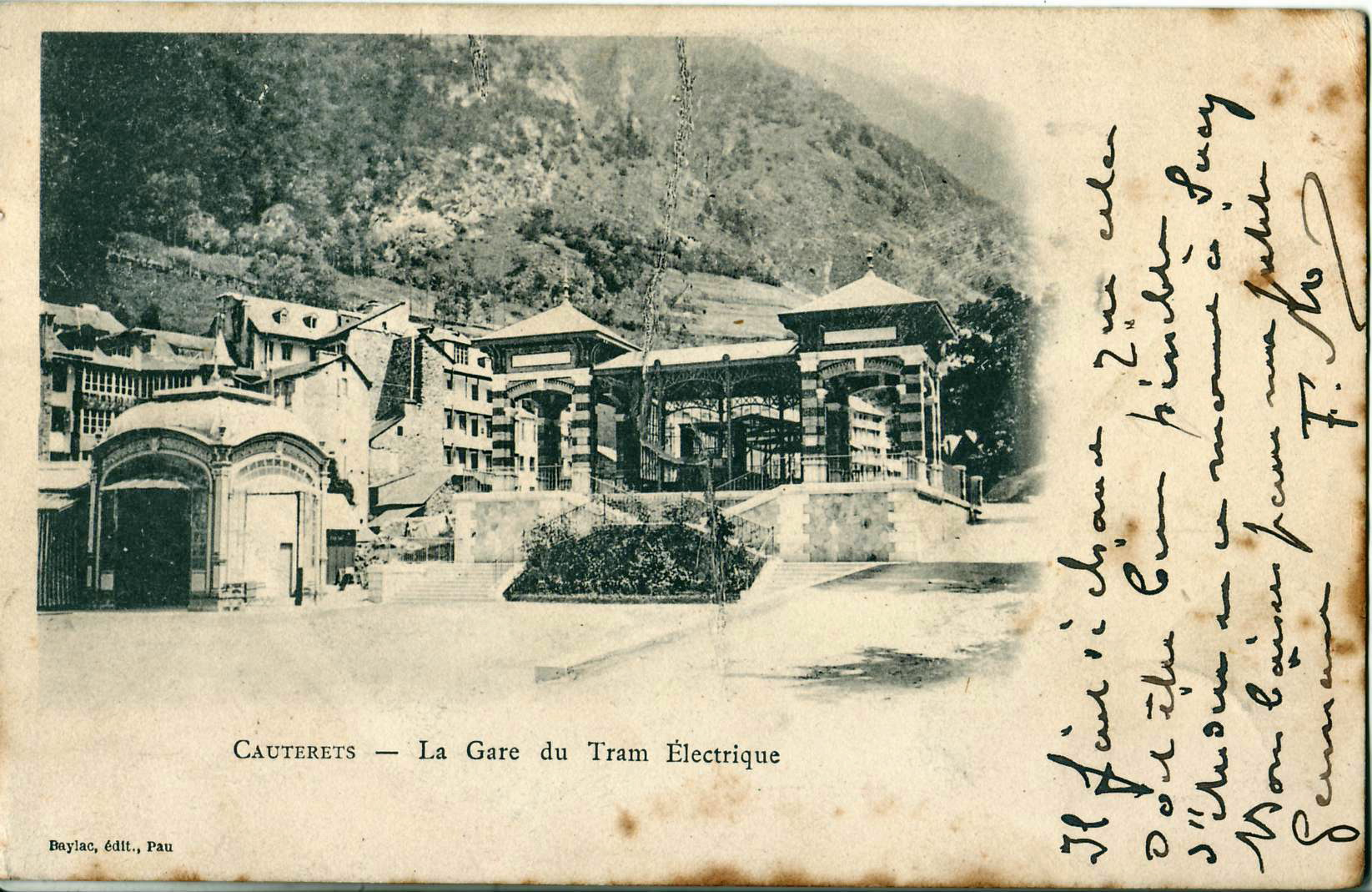
La gare dite des Œufs à Cauterets

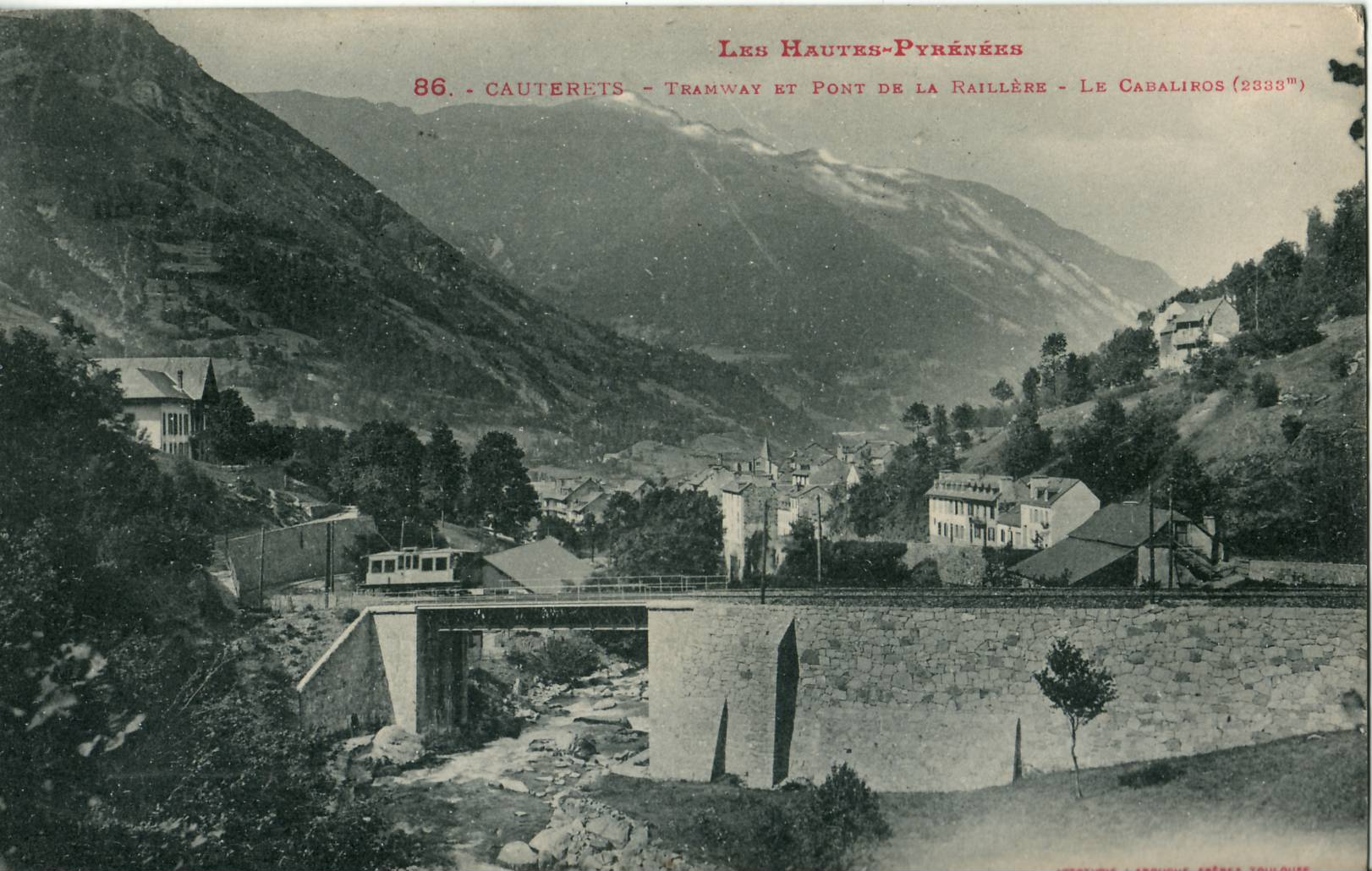
Une rame sur la ligne des Thermes, à la hauteur du pont de la Raillère

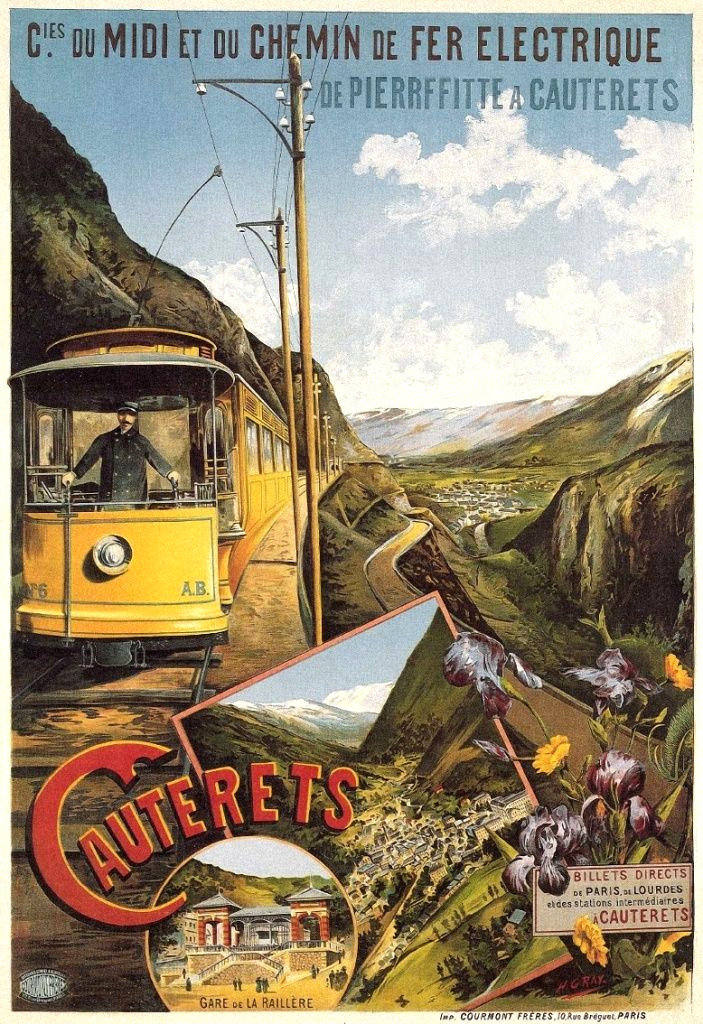
Affiche de la ligne Pierrefitte - Cauterets.

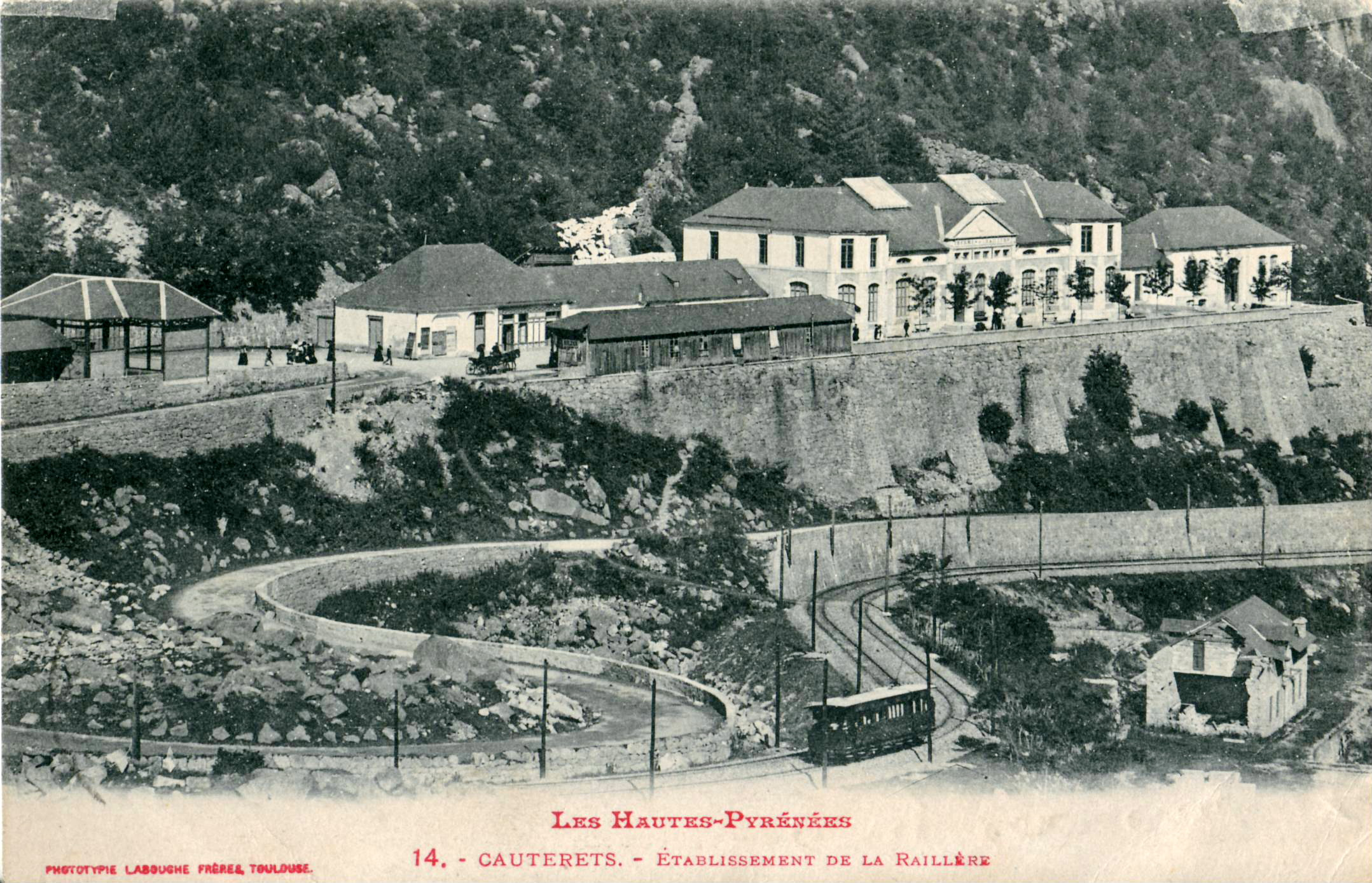
Le terminus à la Raillère

Une petite ligne de 1 836 m relie Cauterets à des thermes situés un peu plus haut, sur la route du Pont d'Espagne. Cette ligne est distincte de la ligne Pierrefitte – Cauterets ; sa gare de départ, la gare des Œufs, construite en 1896, se situe en haut du village. Les premiers plans de la ligne prévoyaient un raccordement de service entre les deux lignes, qui n'a pas été réalisé.
La ligne de la Raillère était entièrement à double voie, pour un dénivelé de 125 m.
Le trajet, qui n'avait lieu que pendant la saison estivale, durait 6 minutes à 15 km/h.

### Pierrefitte – Luz

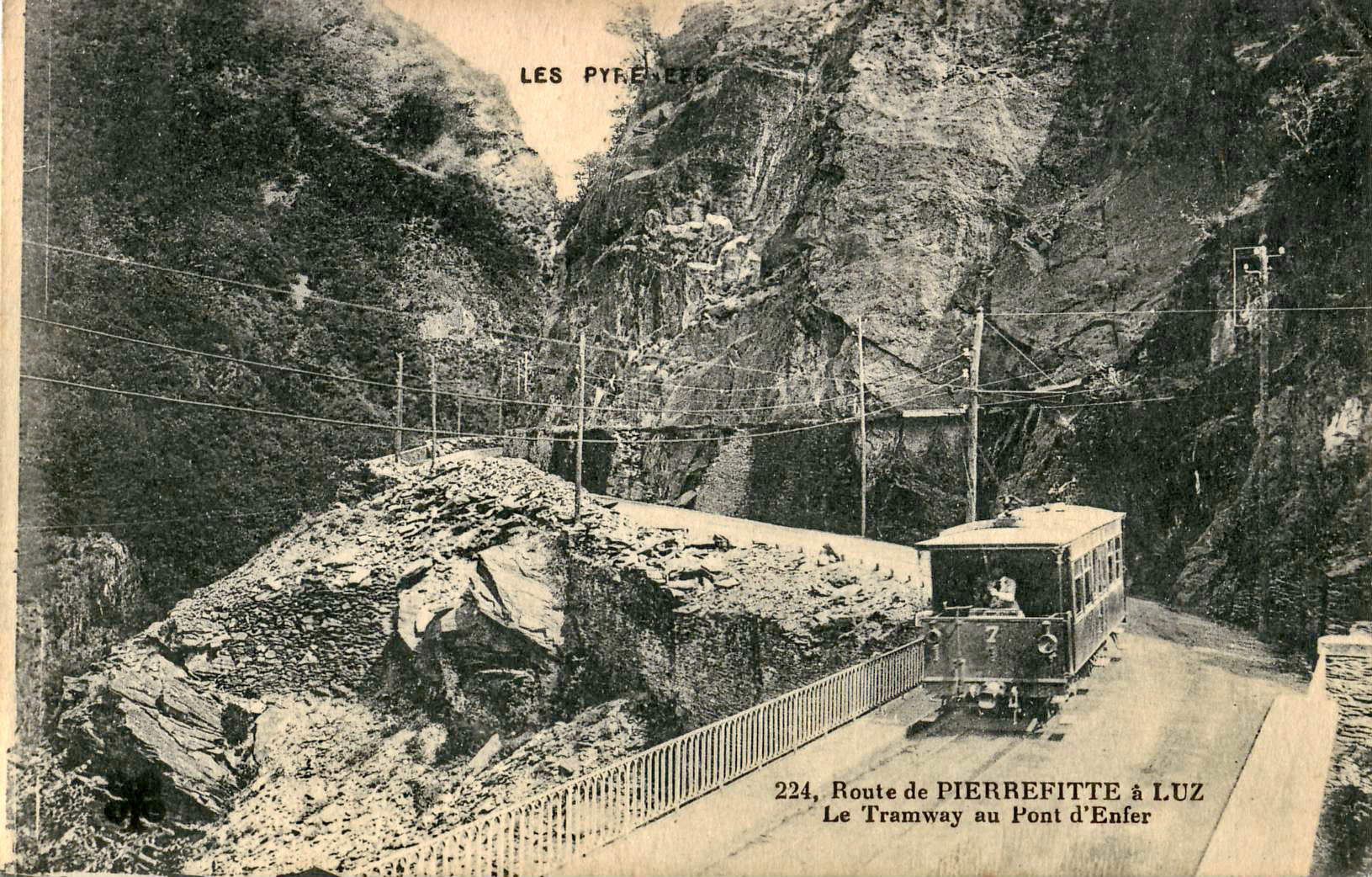
Le tramway au Pont d'Enfer

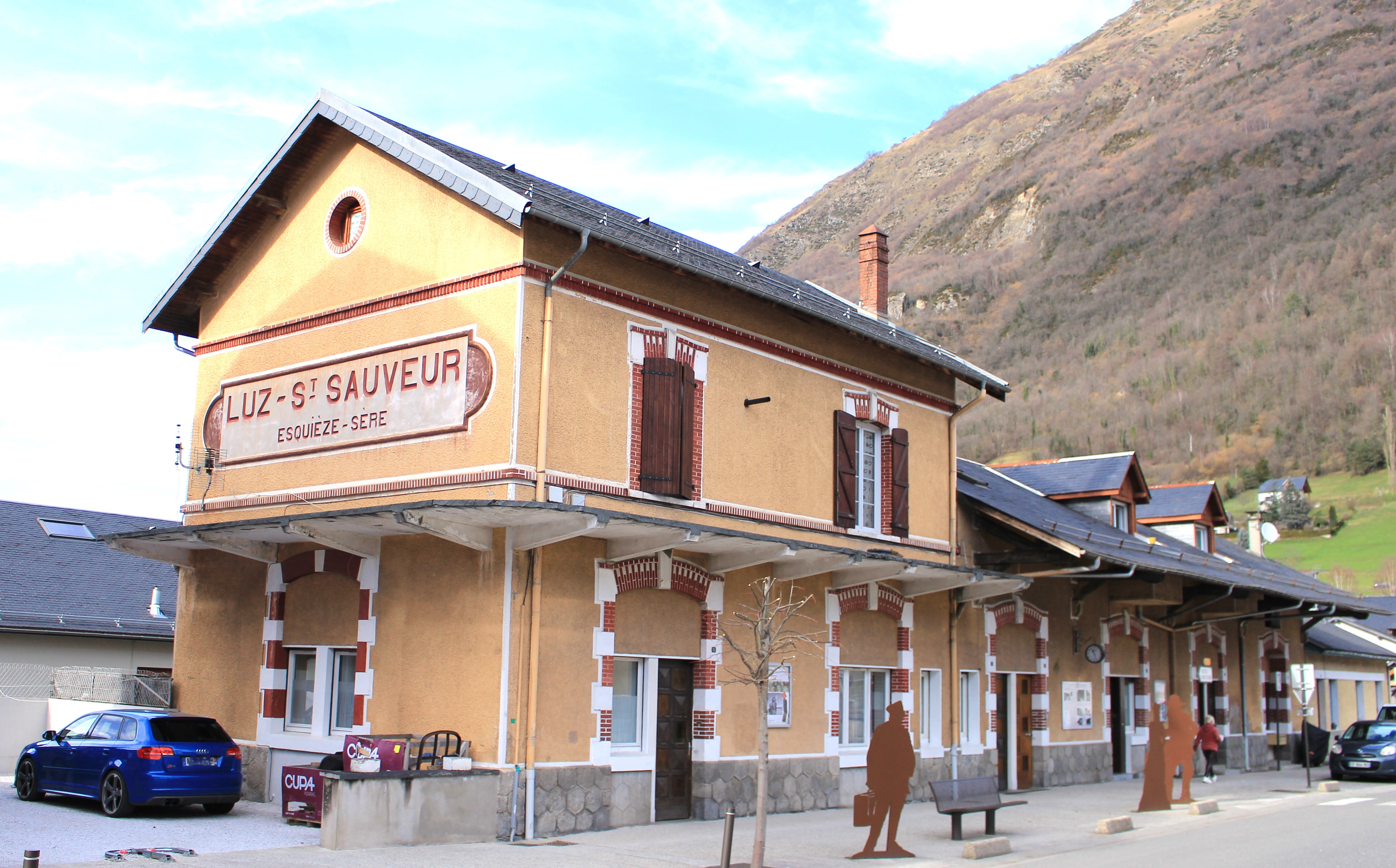
La gare de Luz-Saint-Sauveur

La ligne de Luz mesure un peu plus de 12 km, pour un dénivelé total de 249 m. Les déclivités sont plus faibles que sur la ligne de Cauterets : la pente ne dépasse pas 60 mm/m.
Il s'agit d'une ligne à rails noyés, le trajet suivant presque partout la route nationale. Un petit tunnel de 180 m, situé à l'endroit le plus étroit, constitue la seule exception.
Au départ, elle était alimentée par la centrale de Calypso, via un feeder de 1 200 V (−600 V / +600 V). Par la suite, une nouvelle centrale fut construite au pont dite de la Reine Hortense. Elle fournissait une puissance de 900 CV, rapidement portée à 1 000 CV.
Après la construction de la ligne des paravalanches ont été construits en aval du pont d'Enfer, de façon à la protéger des chutes de pierre.
Le trajet durait 30 minutes.

## Matériel roulant

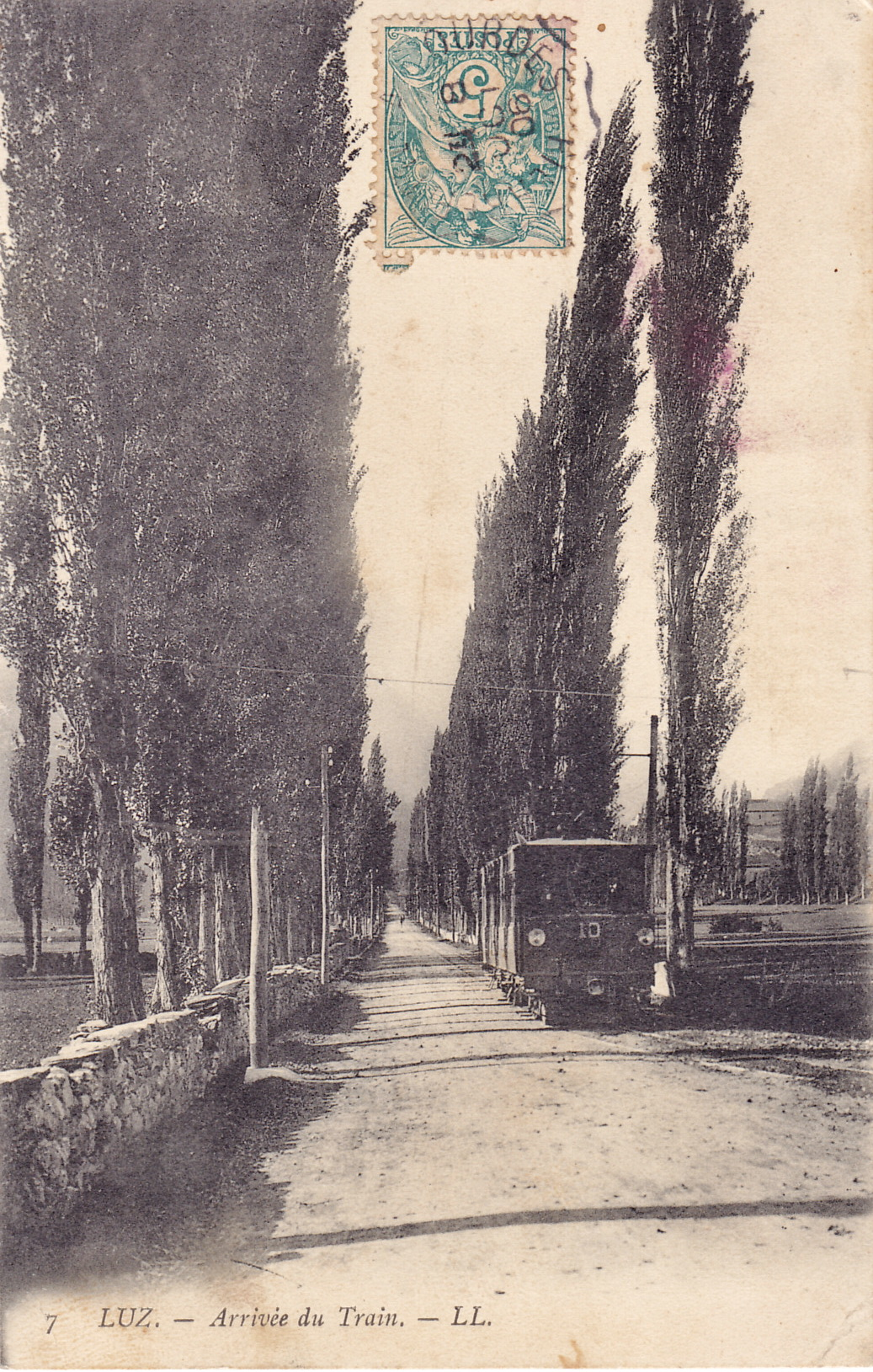
Motrice n°10 arrivant à Luz-Saint-Sauveur dans les années 1900.

Les voitures, automotrices, sont longues de 11,80 m, larges de 2,30 m. Elles sont de type BB (deux bogies de deux essieux moteurs). Au départ, la puissance installée est de 100 CV. En 1901, elle a été portée à 180 CV.
Elles disposent de trois systèmes de freinage :
- frein rhéostatique sur les moteurs ;
- frein à main qui commande des sabots serrant les huit roues de la voiture ;
- frein à patins limeurs en acier frottant sur les rails, dont l'efficacité peut être améliorée par sablage.

Les véhicules sont équipés de perches de captation de l'électricité, de type trolley. Elles sont levées à la montée, abaissées à la descente, la régulation de vitesse étant alors assurée par le frein rhéostatique.
L'effectif des automotrices comprenait 17 véhicules pour voyageurs, 3 fourgons à bagages (dont un est devenu une bétaillère).
Trois automotrices étaient exclusivement affectées à la ligne de la Raillère, isolée du reste du réseau. Elles aussi de type BB, elles disposaient d'une puissance de 45 CV.
Quelques essais de remorques tractées ont été réalisés sur la ligne de Luz, moins accidentée que celle de Cauterets, sans résultat probant cependant.
Une de ces machines est longtemps restée garée dans le jardin public de l'esplanade de Cauterets, entre le casino, le bac à sable et le mini-golf avant d'être retirée au milieu des années 70.

## Exploitation
Chaque train était pris en charge par deux agents : le conducteur, responsable de la sécurité, et le wattman, responsable de la traction électrique. En septembre 1929, le personnel du PCL s'élevait à 102 personnes, dont 32 roulants. La compagnie employait alors 9 femmes : huit étaient affectées dans les gares, la neuvième était dactylo à la direction.
L'objectif principal du PCL était le transport de voyageurs. À son apogée en 1923, il proposait 7 à 8 allers et retours vers Cauterets et Luz. Enthousiastes, les promoteurs du chemin de fer imaginaient alors un prolongement de la ligne de Luz jusqu'au cirque de Gavarnie...
Cependant, le PCL transporta également du fret. Notamment, il assura le transport de nitrates de calcium extrait à la carrière de Calypso, à destination d'une usine située sur la ligne de Luz, à deux reprises :
- de 1916 à 1921, pour fabriquer des explosifs à base d'acide nitrique pendant la guerre, puis des engrais azotés ;
- après la Seconde Guerre mondiale, pour la fabrication du carbure des lampes à acétylène.

Sur la ligne de Luz, il transporta également de la blende et de la galène de la mine de Chèze à la gare de Pierrefitte.
Les services étaient très fréquents sur la ligne de la Raillère : il y avait un départ tous les quarts d'heure, entre 6 heures et 18 heures, avec une heure de pause de 12 à 13 heures.

## État actuel

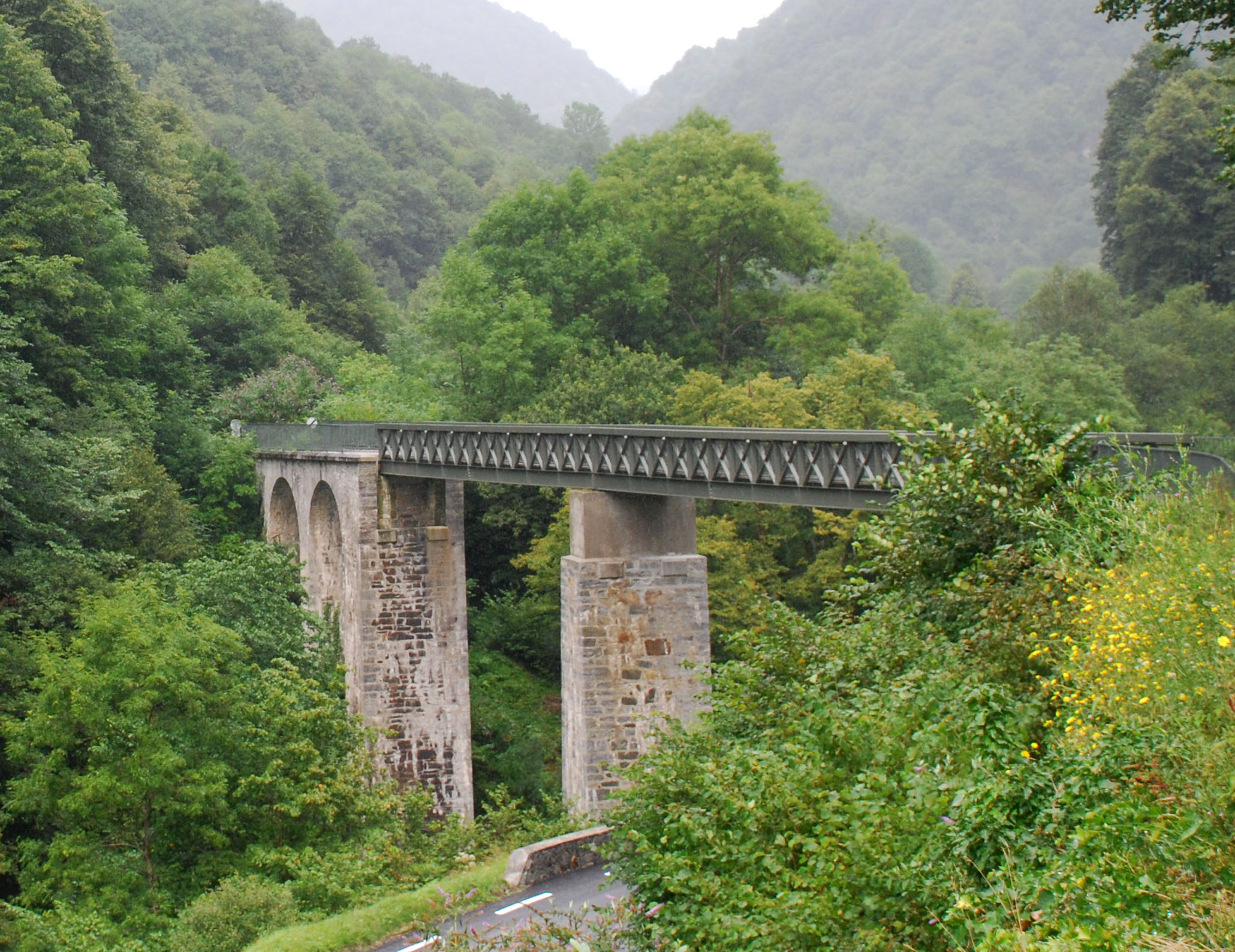
La passerelle de Meyabat a été dotée d'un nouveau tablier, afin de permettre le passage de la voie verte

Toutes les voies ont été intégralement déposées. La plate-forme de la ligne de la Raillère a été reprise en grande partie pour doubler la route de Pont d'Espagne.
En 2005, la plate-forme de la ligne Pierrefitte – Cauterets a été transformée en voie verte par la Communauté de communes de la Vallée de Saint-Savin. Elle se trouve dans le prolongement de la voie verte Lourdes – Pierrefitte, qui reprend elle aussi la plate-forme de l'ancienne ligne de Lourdes à Pierrefitte-Nestalas,.
La plate-forme a été recouverte d'enrobé, de façon à la rendre praticable aussi bien par les piétons que les cyclistes. Le tunnel du Cap d'Estang est éclairé. La travée métallique de la passerelle de Meyabat a été remplacée.